# Buko (Germania)
Buko è una frazione della città tedesca di Coswig (Anhalt), nella Sassonia-Anhalt.

Buko costituì un comune autonomo fino al 1º gennaio 2009.